# Алексеј Константинович Толстој
Гроф Алексеј Константинович Толстој (5. септембар [по јулијанском 24. август] 1817. – 10. октобар [по јулијанском 28. септембар] 1875.), често називан АК Толстој, био је руски песник, романописац и драматург. Сматра се најзначајнијим руским историјским драматургом деветнаестог века, пре свега по снази његове драмске трилогије Смрт Ивана Грозног (1866), Цар Фјодор Јоанович (1868) и Цар Борис (1870). Славу је стекао и својим сатиричним делима објављеним под сопственим именом ( Историја руске државе од Гостомишља до Тимашева, Сан одборника Попова) и под сарадничким псеудонимом Козма Прутков. Његова фиктивна дела укључују новелу Породица Вурдалака, Вампир (1841) и историјски роман Принц Серебрени (1862).
Алексеј је био члан породице Толстој, и други рођак Лава Толстоја. Због блискости његове мајке са царским двором, Алексеј је примљен у пратњу будућег Александра II из детињства и постао је "друг у игрицама" младом престолонаследнику. Као младић, Толстој је много путовао, укључујући путовања у Италију и Немачку, где је упознао Гетеа. Толстој је започео школовање код куће под старатељством свог ујака писца Антонија Погорељског, под чијим се утицајем први пут заинтересовао за писање поезије, и низа других учитеља. Године 1834. Толстој се уписао као студент у Државни архив Министарства иностраних послова у Москви. У децембру 1835. завршио је испите (из енглеског, француског и немачког језика, као и из књижевности, латинског, светске и руске историје и руске статистике) на Универзитету у Москви.
Током 1840-их, Толстој је водио ужурбани живот у високом друштву, пун путовања, салонских забава и балова, ловачких забава и пролазних романса. Дуги низ година провео је и у државној служби као бирократа и дипломата. Године 1856, на дан крунисања, Александар II је именовао Толстоја за једног од својих личних ађутанта. Толстој је служио као пешадијски мајор у Кримском рату. На крају је напустио државну службу почетком 1860-их да би наставио своју књижевну каријеру. Умро је 1875. од самопримењене смртоносне дозе морфијума на свом имању Красни Рог у Черниговској губернији.

## Биографија

### Детињство
Алексеј Константинович Толстој је рођен у Санкт Петербургу у чувеној породици Толстој. Његов отац, гроф Константин Петрович Толстој (1780–1870), син генерала армије, био је руски државни саветник банке. Његова мајка, Ана Алексејевна Перовскаја (1796–1857), била је ванбрачна ћерка грофа Алексеја Кириловича Разумовског (1748–1822), наследника легендарног украјинског хетмана Алексеја Разумовског. Толстојов стриц био је Фјодор Толстој (1783–1873). Његов ујак по мајчиној страни био је Алексеј Перовски (1787–1836), писац познат под псеудонимом Антоније Погорељски. Алексеј Константинович је био други рођак Лава Толстоја ; Гроф Петар Андрејевич Толстој је био њихов заједнички прадеда.
Брак Константина Толстоја и Ане Перовске био је кратког века; развели су се октобра 1817. године. Са својим шестонедељним сином, Ана се прво преселила на сопствено имање Блистава у Черниговској губернији, а затим у Красни Рог, имање које је припадало њеном брату Алексеју Перовском, који је постао учитељ Алексеја Константиновича и дугогодишњи пратилац. Опште је познато да је чувена бајка Погорелског Црно пиле или Људи подземља премијерно приказана код куће, а да је његов млади нећак био једини члан публике Погорелског. Под његовим утицајем Алексеј је почео да пише поезију, већ 1823. године, инспирисан неким старим књигама које је нашао код куће. Алексеј је имао добре учитеље и са шест година течно је говорио француски, немачки и енглески. Касније је научио и италијански.
Што се тиче Толстојевих, Ана Перовскаја је престала да их виђа у потпуности, само им је слала разгледнице на велике датуме и празнике. Сећајући се тих срећних година, Алексеј је касније написао:
Одгајио ме Алексеј Перовски... Прве године живота провео сам на његовом имању и зато малоросију сматрам својом правом домовином. Моје детињство, које је било веома срећно, оставило ми је најбезочније успомене. Једино дете моје мајке, без пријатеља за игру, али обдарен живом маштом, од малих ногу сам био сањар, што се убрзо претворило у изразите поетске склоности. Томе је по много чему погодовала овдашња околина: сам ваздух, огромне шуме у које сам се страсно заљубио, све ме је то толико импресионирало да је у потпуности формирало мој данашњи карактер.
Почетком 1826. Ана Перовскаја се вратила у Санкт Петербург са братом и сином. Овде је, због блискости његове мајке са царским двором, Алексеј примљен у пратњу будућег цара Александра II из детињства и у августу је младом престолонаследнику постао оно што се званично називало „другар у игрицама“. Алексејевих дужности није било много: морао је да посети престолонаследника у Санкт Петербургу и Царском селу, шета са њим на Јелагином острву и учествује у играма, од којих су многе биле, у ствари, мале војне вежбе. Постали су пријатељи и ово пријатељство је трајало неколико деценија, окончавши се средином 1860-их. У јесен 1826. године Алексеј се први пут сусрео са Александром Пушкином.
У лето 1827. породица је посетила Немачку где је у Вајмару млади Алексеј упознао Гетеа. Великан је веома срдачно поздравио дечака и оставио му на поклон фрагмент мамутске кљове са сопственим цртежом (који приказује фрегату). Алексеј се, пошто је био задивљен страхопоштовањем па се самим тим мало тога и сећао: „Само његових величанствених црта лица и начина на који ме је узео у своје крило“, каже његова аутобиографија. Наредних десет година породица је провела у непрекидном путовању, како по Русији, тако иу иностранству. Путовање у Италију 1831. године посебно је импресионирало 13-годишњака. „Назад у Русији, пао сам у дубоку носталгичну депресију, жудећи за Италијом која се осећала као права домовина; очајнички оплакујући губитак, плакао сам ноћу када су ме снови однели у овај изгубљени рај“, написао је у својој аутобиографији деценијама касније . У Италији је породица упознала Карла Брјулова. Алексеј је 10. маја 1831. написао у свом дневнику: „Брјулов је вечерао са нама и оставио скицу у мом албуму. Сликар је обећао Перовском да ће направити портрете све тројице када се врати у Русију, али пет година касније завршио је само један, портрет свог нећака.

### Каријера
Године 1834. Толстој се уписао у Државни архив Министарства иностраних послова у Москви као "студент", где је први пут осетио рад са стварним историјским документима. У децембру 1835. завршио је испите (из енглеског, француског и немачког језика и књижевности, латинског, светске и руске историје и руске статистике)  на Московском универзитету за формално уверење државног бирократа 1. разреда. Убрзо је започео каријеру у Одељењу за економске послове и статистику у Санкт Петербургу. Пре тога, јула 1835. године, сахранио је свог стрица Алексеја Перовског (који је умро у Варшави од туберкулозе) и постао наследник свог имања Красни Рог. Такође 1835. Алексеј је показао неке од својих нових песама Василију Жуковском, који их је похвалио. Постоје докази да је Пушкин такође одобравао ране радове младог песника, дајући му пуну моралну подршку. Толстој је много писао, усавршавајући своју технику, али није желео да буде објављен. „Моји први експерименти су, без сумње, били апсурдни, али су барем метрички били беспрекорни. Тако сам се школовао много година, пре него што сам дебитовао... као прозни писац, а не песник“, сећао се касније.
Јануара 1837. Толстој је постао везан за руску амбасаду у Франкфурту где је провео наредне две године. Задатак је био прилично формалан; није захтевало Толстојево присуство у Немачкој и он је већину свог времена проводио у Санкт Петербургу, водећи весео живот, трошећи и до три хиљаде рубаља месечно, често путујући у Италију и Француску. Током једне од ових посета написао је своје прве две „готичке“ новеле – Породица Вурдалака и Триста година касније (првобитно на немачком, а касније на руски превео Болеслав Маркевич). Толстој је показао велико интересовање за све сабласне ствари, под утицајем, опет, свог покојног стрица који је „био опседнут мистицизмом у свим могућим облицима“ и који је, заузврат, био под утицајем Хофмана којег је лично познавао.
Крајем 1840. Толстој је премештен назад у Русију на место у 2. одељењу Царске државне канцеларије где је наставио да ради много година, полако се уздижући у хијерархији. Међутим, како је време одмицало, показивао је све мање ентузијазма, јер су се захтеви његовог положаја осећали као главна препрека његовим књижевним тежњама. У мају 1841. Толстој је дебитовао са Вампиром (новела објављена под псеудонимом „Краснорогски“, референца на Красни Рог, његову резиденцију). Компликоване структуре, вишеслојне и богате контрапунктима, са елементима „хорора“ и политичке сатире, одмах је привукао пажњу Висариона Бјелинског који је хвалио њеног „очигледно још веома младог, али несумњиво надареног аутора“, потпуно несвестан стварног идентитета писца. Сам Толстој је ту причу сматрао безначајном и није покушао да је укључи у било коју од наредних компилација; Тек 1900. године Вампир је поново издат. У јесен 1843. Толстој је дебитовао као песник: његова песма "Серебрјанка" је објављена у 40. издању Листока за светске људе.
Требале су му још две године да види своју другу приповетку „Артјомије Семјонович Бервенковски“, омаж такозваној „ природној школи “, очигледно написану под утицајем Мртвих душа Николаја Гогоља , објављену у 1. издању алманаха грофа Владимира Сологуба Јуче и данас. У 2. издању је приказана Амена, новела, описана као одломак из романа Стебеловски који је остао недовршен. Белински је негативно одговорио на ову публикацију, описујући комад као „прилично досадан” и „несрећну манифестацију менталне иритације покупљене од Шатобријана ” (што очигледно мисли на Лес Мартирс, 1809).
Током 1840-их Толстој је водио ужурбани живот у високом друштву, пун путовања, салонских забава и балова, ловачких забава и пролазних романса. Описивали су га као „згодног младића плаве косе и свеже обојеног лица“ и био је познат по својој физичкој снази, „савијајући кашике, виљушке и поткове и забијајући ексере у зидове једним прстом“. Једно значајно пословно путовање у Калугу 1850. довело је до блиског пријатељства са Николајем Гогољем (којег је прво упознао у Франкфурту, а затим у Риму). Толстој је рецитовао Гогољу многе његове још необјављене песме и фрагменте из онога што је касније постало роман Кнез Серебрјани. Гогољ му је прочитао други део свог романа Мртве душе. Међу осталим пријатељствима која је склопио четрдесетих година била су она са Иваном Аксаковим Павлом Аненковим, Николајем Некрасовим, Иваном Панајевим и Иваном Тургењевим.
Почетком 1850-их, у сарадњи са браћом Жемчужниковим, Толстој је створио фиктивног писца Козму Пруткова, ситног бирократу са великим самопоштовањем који је пародирао поезију тог времена и убрзо постао познат по својим крајње баналним афоризмима. Године 1851. Прутков је дебитовао са комедијом Фантазија коју су потписали "И" и "З", а написали су је Толстој и Алексеј Жемчужников. Представа која исмејава тада популарни „глупости“ водвиљ премијерно је изведена 8. јануара у Александринском театру. Ова спектакуларна фарса (у којој се у једном тренутку појавило десетак малих паса који су трчкарали по бини) изазвала је огроман скандал, одмах ју је забранио Николај I (који је био међу публиком) и остала необјављена до 1884.
Такође 1851. Толстој је на маскенбалу у Бољшој театру први пут срео Софију Андрејевну Милер (1827?–1892), жену коњичког пуковника (од кога се касније тешком муком развела) и импресивно образовану жену која је знала четрнаест језика. Толстој се заљубио у њу, али је морао да чека још дванаест година пре него што су успели да се венчају. Милер је, очигледно, имала савршен уметнички укус, а Толстој ју је касније описао као свог најгрубљег и најобјективнијег критичара, као и најбољег пријатеља којег је икада имао. Сва његова љубавна лирика од 1851. наовамо писана је за Софију и о њој. Многе његове песме ("Звончиће моја драга", "У балској галами", "Јаче од певања шејва", "Ветар с висине, није...") углазбили су реномирани композитори и постале су познате руске романсе.
Године 1854. часопис Современник објавио је неколико Толстојевих стихова ("Звончића моја", "Ох ти пластови сена..." и други), који су одмах изазвали говор критичара, а такође и прву хумористично помпезну песничку вежбу Козме Пруткова. Овај други није био толико колективни псеудоним, колико лик који је покушавао да се нађе као „право“ створење, изводећи, између осталог, одвратне шале, од којих је једна укључивала гласника који је посетио све водеће Санкт Петербург. архитеката касно увече са хитном вести да је Исакијевски сабор пао и позивајући их да се појаве рано следећег јутра на двору цара Николаја Првог, што су журно и учинили, на крајње царско гнев.
Како је избио Кримски рат, Толстојева прва намера била је да окупи партизанску борбену јединицу и поведе је до Балтичког мора, уколико Енглези одлуче да се тамо искрцају. Заједно са грофом Алексејем Бобринским (будућим министром саобраћаја) почео је да финансира и опрема два партизанска одреда, по четрдесет бораца. Купио је нешто муниције из Туле и путовао дуж балтичке обале, испитујући оно што је требало да буде његово будуће ратиште, а престолонаследник није био свестан његових планова. Дана 2. септембра савезници су се искрцали у Јевпаторији и Толстој је кренуо на југ, да би се придружио царском пешадијском пуку (под командом Лева Перовског, другог његовог ујака) као војни мајор, марта 1855. Пук је отишао само до Одесе где је хиљаду људи изгубљено од тифуса. У фебруару 1856. Толстој је постао једна од жртава. У Одеси га је опоравила Софија Милер. Александар II је свакодневно добијао телеграфију о стању његовог старог пријатеља, на његов лични захтев. У мају 1855. Толстој је поново био на ногама, али је рат за њега био готов; уместо тога је кренуо на Кримско путовање са Софијом.
После рата, 1856. године, на дан крунисања, Александар II је именовао Толстоја за једног од својих личних ађутанта. Тек три године касније Толстој је успео да се ослободи ове досадне привилегије која је подразумевала редовне дужности у палати, што је ометало његову сада бујалу књижевну каријеру. „Не можете замислити каква олуја рима бесни у мени, какви таласи поезије ме запљускују, жудећи да се ослободим“, написао је у писму Софији Милер. Две трећине Толстојеве песничке заоставштине настале су крајем 1850-их. 1857. године објављена је велика песма под називом Грешник . Уследио је значајнији Јоан Дамаскин, први пут објављен у Руској беседи из јануара 1859. године. Песма, која се бави природом поезије и песниковим положајем у друштву, али и наговештавајући личну невољу аутора, изазвала је скандал. Начелник 3. одељења кнез Василиј Долгоруков наредио је да се прекине штампање часописа и да се песма уклони. Министар просвете Евграф Ковалевски лично је дозволио објављивање, његова прилично смела одлука изазвала је озбиљан раздор између два ресора.
Толстојеве песме су се појављивале у готово свим главним руским часописима тог времена, без обзира на њихове идеолошке склоности. Ипак, 1857. његов однос са левичарском групом Современик постао је затегнут. Толстој је одлутао према словенофилима и њиховом часопису Руска беседа, постајући близак пријатељ Ивана Аксакова и Алексеја Хомјакова, али је и ова веза била кратког века. Шездесетих година 19. века нашао се у чудној позицији као веома популаран писац, жестоко критикован и с леве и с десне стране. Што се тиче разлога за то, АК Толстој никада није био у сумњи.
Толстој је изазвао много контроверзи својим оштрим коментарима упућеним савременим државним званичницима (Александар Тимашев, Владимир Бутков, Иван Вејо) које је – као присталица монарха – сматрао правим непријатељима државе. Такође је критиковао активности 3. одељења, а након пољског јануарског устанка био је један од ретких људи на суду који је отворено осудио драконске методе политичке репресије Муравјова Обешењака.
Жестоки противник ксенофобије, он је Русију доживљавао као европску земљу, а Русе као Европљане. Ово се сукобило са словенофилском доктрином о одржавању „посебног места“ Русије у свету. „[Говорећи] о словенофилима, Хомјаков ми је мучан када ставља [Русију] изнад Запада само на основу тога што смо православни “, написао је Толстој у писму. Све време је био добро објављен његов спор са Тургењевим, који је француску државу видео као потенцијално светло водиља Русије. „Оно чему Француска иде је диктатура осредњости“, тврдио је Толстој. Будући да није био ни западњак ни словенофил, Толстој је нервирао обе стране својом заљубљеношћу у предтатарско руско друштво које је здушно идеализовао, видећи га као источњачку врсту европског витештва, заснованог на култу племића. Контроверзу је изазвала и Толстојева критика аморалног прагматизма и социјалистичких идеја Запада, његово одбацивање руских империјалних идеала које је сматрао трагично погрешним, и његова сопствена доктрина централизоване Русије, подле Московске државе која је, по његовом мишљењу, у корен свега руског политичког зла. Чинило се да је овај еклектичан „политички романтизам“  у сукобу са свим политичким и друштвеним трендовима тог времена.
Толстој је одбацио нека црквена учења, називајући их „црквеним аргом“ и веровао је у Бога као „више биће“ и космички ум. „Верујем да нам је Бог дао моћ емоција како бисмо могли да идемо даље него што нас наш ум води. Као водећа сила, људска емоција је боља од мисли, као што је музика савршенија од изговорене речи“, написао је он.

### 1861–1875
Године 1861. Толстој је напустио суд. „Већ неко време сам био у илузији да ћу моћи да потиснем своју уметничку природу, али живот ме је научио другачије; ова борба је била узалудна. Служба и уметност су неспојиве“, написао је у писму разочараном Александру II. „Толстој је представљао редак тип човека који не само да је на све могуће начине избегавао услуге и ловорике које су му долазиле, већ је морао да пролази кроз болно заморне битке са људима који су, вођени најбољим намерама, наметали сваку прилику за стварање бриљантна каријера за њега“, писао је историчар књижевности и биограф БЕЕД- а Семјон Венгеров 1903.
Од тада су писчеве посете Двору постале ретке, али је сваку искористио као прилику да „без обзира на то каже истину“, како је рекао. Године 1862. Толстој је тражио Ивана Аксакова коме је забрањено да уређује његове новине Ден (Дан). Годину дана касније помогао је Ивану Тургењеву да изађе из егзила у којем се овај нашао након што је контактирао „лондонске пропагандисте“, како су тада били познати Александар Херцен и Николај Огарев. Године 1864. Толстој је покушао да изврши свој утицај на Александра II како би га натерао да ублажи невоље заточеног Чернишевског. Упитан од цара за најновије вести у свету књижевности, Толстој је рекао: „Цела Русија је у жалости за Чернишевским коме је учињена неправда..." – „Не, Толстој, молим те да ме никада не подсећаш на Чернишевског, молим те“, брзо је узвратио монарх. Овај прекинути разговор, како се и догодило, прекинуо је пријатељство које је трајало четрдесет година.
Толстојев историјски роман Принц Серебрени (1862, Руски вестник ), смештен у време Ивана Грозног, био је веома популаран и преведен је на многе језике. Роман је премијерно приказан на рециталној вечери у Двору, а свом аутору је донео књигу-свежицу царице Марије Александровне, која се веома дивила Толстоју, и као писцу и као личности. Његова поетска драма Дон Жуан, објављена исте године, била је мање успешна: чак и ако није била званично забрањена, није постављена за живота свог аутора и дебитовала је у позоришту тек 1905. године, строго посечена од стране цензора.
На страну Козме Пруткова, Толстој је писао сатиричне стихове под својим именом, од којих је најпознатији Карамзином инспирисана Историја руске државе од Гостомишља до Тимашева (1868), пародија на руску историју која се фокусирала на порочне карактеристике руских монарха. Још једна сатирична песма, Сан одборника Попова, написана у лето 1873, проширила се по Русији у рукописној форми и постала веома популарна. И Лав Толстој и Иван Тургењев изразили су своје одушевљење овим личним нападом на министра унутрашњих послова Петра Валујева, и уопште исмевањем конзервативног бирократе који покушава да се представи као либерал. Песма је изашла 1878. у Берлину као брошура, а шест година касније је поново штампала Руска старина (бр. 12, 1884). 1867. године објављена је Песме, огромна збирка Толстојевих стихова (укупно 131 комад), једина таква компилација објављена за његовог живота.
Толстојев трајни допринос руској књижевности била је трилогија историјских драма (по узору на Борис Годунов Александра Пушкина): Смрт Ивана Грозног, Цара Фјодора Јоановича и Цара Бориса. Смрт Ивана Грозног, објављена 1866. у часопису Отечественние записи, постављена је следеће године у Санкт Петербургу, Москви и неким покрајинским позориштима и доживела је огроман успех, али је после 1870. била практично забрањена и поново је оживела само на сцени. крајем 1890-их. Цара Фјодора Јоановича (1868, Вестник Европе ) забранио је лично министар унутрашњих послова Тимашев да буде на сцени; све до 1907. цензори су представу сматрали „неприкладном“. Цар Борис (1870, Вестник Европе ) није добио званичну забрану, али је Управни савет Царских позоришта одбио да одобри његову продукцију. Године 1871. Толстој је започео своју пету и последњу драму под називом Посадник (смештен у време када је Новгородска република процветала), која је остала недовршена. Делови су објављени у Складчини, добротворном алманаху из 1874. године, остатак је објављен у Веснику Европе 1876. године, после ауторове смрти.

## Каснији живот
Толстој је био попустљив земљопоседник, дивио се својим сељацима из Красног Рога којима је било дозвољено да користе његове њиве као заједничке пашњаке и давали су им бесплатно дрво и основно образовање за своју децу у школи коју је за њих изградио 1859. Године 1861. лично је окупио све своје сељаке, прочитао им Еманципаторску реформу из 1861. декрета, дао новац свима присутнима и учествовао у грандиозној пијанки која је уследила. Пошто је био раскошан трошак и не познавајући практичну страну живота, крајем 1860-их нашао се на ивици банкрота, али му се гадила идеја да се врати на Царски двор.
Још од средине 1860-их Толстој је све више падао у несклад са руским културним животом, осећајући акутно своју идеолошку и духовну изолованост. Називајући себе ' анахоретом ', већину времена је проводио у Пустинки (близу Санкт Петербурга) и на свом имању Красни Рог, погоршавајући финансијску ситуацију и погоршавајући здравље, што је додатно погоршавало његове невоље. Уморан од борбе против многих противника, потпуно разочаран оним што је видео око себе, АК Толстој је писао свом пријатељу Болеславу Маркевичу 1869. године:
Дошао сам до закључка да ми не заслужујемо Устав. Колико год варварски били наши владари, ипак су бољи од оних којима владају. Руска нација данас уопште не значи много... Али ми, који би требало да се дубоко стидимо, покушавамо да покажемо леђа Европи; прогласити неке „нове почетке“ и усудити се говорити о „трулећем Западу“!... Ако би Бог одлучио да ме данас још једном роди и питао ме које националности бих волео да се родим, рекао бих му: „Твој Величанство! Гурните ме где год желите, али не поново у Русију." Када помислим на лепоту нашег језика и на то како је лепа била наша историја пре него што су дошли проклети Монголи, желим да паднем на земљу и да се извијам у очају, љут на оно што смо урадили са свим талентом који нам је Бог дао.
Толстој је ушао у 1870-е као веома болестан човек, који је патио од астме, ангине пекторис, неуралгија и јаких главобоља. Редовне посете европским лекарима само су привремено олакшале његово стање. У пролеће 1875. Толстој је почео да узима морфијум. „Сада се осећам много боље, барем је неуралгија нестала. Али никада раније нисам био тако кратак. Напади астме су континуирани“, жалио се у писму песникињи Каролини Павловој (која је такође била преводилац његових драма) 8. јула 1875.
Алексеј Константинович Толстој је умро 28. септембра 1875. у Красном Рогу, губернија Чернигов, након што је себи дао смртоносну инјекцију морфијума. Сахрањен је у породичном трезору у Успенској цркви у Красном Рогу.

## Наслеђе
Толстој је представљао каснији период романтизма у руској књижевности; уметност је за њега била мистична веза између људског света и виших сфера у којима „бораве вечне идеје“. Уз Афанасија Фета, свог уметничког и духовног савезника, видео је уметност као вишу науку, једини инструмент за истинско и свеобухватно разумевање света. Романтичне тенденције најбоље су се реализовале у Толстојевој поезији и неким његовим драмама, посебно Дон Жуан где је јунак у потрази за романтичним идеалом, свуда тражећи љубав „која помаже да се проникне у дивне универзалне законе, у скривене почетке нашег света“, како је рекао. „Уметност може бити само 'средство' – све 'циљеве'... она садржи у себи”, писао је Толстој 1870. године, у току дугог спора са онима које је назвао „утилитаристима у књижевности”. Такви ставови су га аутоматски учинили „конзервативцем“ у очима револуционарних демократа који су чинили велику већину у руским књижевним круговима 1850-их и 1860-их. Међутим, за разлику од Фета, Толстој је инсистирао на уметниковој потпуној независности од идеологије и политике, и осећао се потпуно слободним да критикује и руга се ауторитетима, што је особина која је одбацила многе људе на високим положајима.
Толстојева поезија је имала одређене квалитете који су је чинили необичном, па чак и јединственом, а једна је „полуговорна“ природа стиха. „Добро је за поезију када је мисао само напола испуњена, тако да читаоци могу да је доврше – свако на свој начин“, објаснио је у писму Софији Милер 1854. Овај поглед је преточен у технику писања. Једна од ствари због којих је Толстој критикован, па чак и исмеван, биле су „лоше риме“ које је свесно користио, као део свог „поетског система“. „Несавршено римовање, ако се држи у границама, наравно, може се сматрати као кореспондентно са венецијанском сликарском школом која би уз мале несавршености, или да кажем, непажње, могла постићи ефекте о којима Рафаел не би ни сањао за све његова прецизност“, написао је Толстој 1859. У ствари, Толстој је, како је истакао И. Јампољски, био мајстор верификације. Свесно наметнуто „непажљиво“ римовање дало је његовим песмама импровизациони тон (са „утиском да су мисли стављене на папир тачно у оном облику у ком су рођене“), али иза тога је стајао напоран рад и много монтаже. „Толстојев стих је толико једноставан да се једва издиже изнад прозе, а ипак је песнички утисак који носи савршено пун“, писао је критичар Николај Страхов 1867. Још једна необична карактеристика Толстојевих песама била је чињеница да су, иако прилично салонске и грациозне и по природи и по форми, биле пуне „упрошћених“ делова слободно позајмљених из општег говора и традиционалног руског фолклора. Одржавани у савршеној равнотежи, они су његов стих обојили посебним, музичким квалитетом. Више од половине Толстојевих песама су музицирали водећи руски композитори као што су Чајковски, Римски-Корсаков, Мусоргски, Мили Балакирјев, Цезар Кјуј, Антон Рубинштајн, Сергеј Рахмањинов и други. „Толстој је недокучиви извор песама које вапе за музиком. За мене је он један од најатрактивнијих песника“, написао је Чајковски.
Оцењујући Толстојеву поезију у целини, Д.С. Мирски је написао:
Толстој је, попут Мајкова и Полонског, био еклектик, али његов еклектицизам није био резултат компромиса између унутрашњег импулса и спољашњег утицаја (оног „нових трендова“), већ је долазио пре из унутрашње равнотеже и хармоније. Представљао је „златну средину“, медиоцритас у најбољем, класичном смислу те речи. Вишестраност и свеобухватна мирна јасноћа заснована на Платоновом идеализму су основне одлике Толстојеве поезије. Он је најмање трагичан, да не буде нескладан од руских песника, али његова хармонија нема никакве везе са самозадовољством или самоправедношћу. То је чисто и племенито. У поезији, као и у животу, Толстој је господин од главе до пете.
„Чак и ако пате од сентименталности и повремено су банални, његови текстови задржавају свежину и чак и сада имају укус дивне јутарње росе“, написао је критичар.
Инокентије Аненски је видео Толстојеву поезију као савршен израз „чисте љубави“, а „унутрашња лепота људске душе“ је песников идеал. „Толстој никада није писао за децу, али је његов кристално јасан идеализам, наглашен мистицизмом, учинио да његова поезија добро резонује са периодом адолесценције када људска душа посеже за нечим високим и неописивим“, написао је Аненски. Помињући Некрасова, који је у својим последњим делима створио снажну слику руске мајке, Аненски је тврдио да је оно што је Толстој успео да створи подједнако узвишен портрет племените жене чија „смиреност супротставља неизрециву тугу... оне која се стиди своје срећа у страху да она, користећи се лепотом овога света, некако је одузме онима који немају прилике да уживају у таквим богатствима у изобиљу“.
Толстојеве баладе и песме биле су блиске традиционалним биљинама и по суштини и по облику; у ствари, сам аутор није правио разлику између ова два жанра. Критичари су тврдили да је (за разлику од, рецимо, Некрасова) Толстој користио фолклоризме као пуки стилски инструмент, користећи приче из историје руског средњег века као средство за преношење сопствених идеја и теорија (Змеј Тугарин) и за повезивање историјских утопија са релевантан друштвени коментар (Боривој, Василиј Шибанов). Толстој је имао тенденцију да у великој мери идеализује руску предмонголску прошлост, што је од традиционалних билина учинило готово суперхероје. „Тешко је препознати Аљошу Поповича, љубоморног, за руке, као романтичног младића, који говори о љубави и оданости својој вољеној“, приметио је Семјон Венгеров . Исто тако, страшног Иљу Муромеца који се у народним књигама појављује као прилично насилан, опасан и често светогрдни тип, Толстој је приказао као „доброћудну дедину фигуру“, прилично милостиву и добро изговорену.
Критичар Јулиј Ајхенвалд је исмевао Толстојево инсистирање да настави са својом „националистичком маскарадом“ и цитирао је Антона Чехова који је коментарисао: „[Толстој] је обукао оперски костим и заборавио да га скине пре него што је напустио позориште“. Према Ајхенвалду, Толстој није успео да увиди да „националне вредности, када се доведу до крајности, постају ванземаљски“. За Ајхенвалда је, међутим, Толстојев хумор спречио да се претвори у „обожаваоца археологије“. Критичар је Толстојев романтизам видео као универзалан и на известан начин религиозан (што је резултирало чињеницом да је његов најупечатљивији лик, цар Фјодор, био „оличење хришћанске кротости и благодати“). Ипак, „[Толстој] је обожавао ту врсту Бога који је био лишен укочености... био је слободан дух и највише је ценио слободу“.
Толстојев смисао за хумор најбоље је остварен у изванредним афоризмима Козме Пруткова, као и у његовим сопственим сатиричним песмама. „Толстој... без икакве сумње је највећи руски песник апсурд“, написао је Мирски. Сан саветника Попова и Историја руске државе од Гостомишља до Тимашева, његове најпознатије сатире, рукописно су се шириле широм Русије и стекле огромну популарност међу свим друштвеним слојевима. Према Мирском, Сан је „врхунац руске хумористичне поезије, мешајући оштру, дирљиву сатиру... и чисто одушевљење веселим апсурдом“. То је Сан који се може посматрати као најчвршћа тврдња Алексеја Толстоја за бесмртност“, тврдио је критичар, помињући Узбуну у Ватикану као још једно од његових хумористичких ремек-дела.
Толстојев анти-левичарски, проконзервативни сарказам, с друге стране, добио је много штапа од 'демократске' штампе. Његову „Баладу са тенденцијом“ оштро је критиковао Салтиков-Шчедрин , док ју је часопис Искра пародирао 1872. године стихом под насловом „Балада са прополицијским склоношћу“. Шчедрин је, описујући садашње стање руске књижевности као „краљевство ниткова“, у писму Алексеју Жемчужникову написао: „Додајте свему овоме 'слободне уметнике' жељне забаве и игре попут грофа Толстоја који ствара... Срца наших мрачњака куцају брже од одушевљења. Не знам за вас, али мени је болно гледати како се људи за које сматрам да су искрени, чак и ако не баш далековидни, боре на страни мрачњаштва, користећи псеудо-фолклоризам као оружје.“
Толстој је био мајстор прозе; и његова новела Вампир (похвалио Висарион Бјелински)  и његов роман Принц Сереберни добили су много добре штампе. Ово последње је, међутим, критиковано да је тенденциозно; многи су тврдили да и главни лик и Јелена Морозова много личе на људе из 19., а не из 16. века. С друге стране, Иван Грозни и страхоте опричнине су приказани са великом живошћу и страшћу; Мајсторски изграђена структура романа, његов богат музички језик учинили су га савршеном књигом Валтера Скота за адолесценте, према Венгерову. „Роман је веома захваћајући... фино структуриран и добро написан“, написао је Иван Тургењев, препоручивши га једном француском издавачу. Ипак, као прозаик Толстој је имао много мањи утицај него као песник. Хваљен је као класик руске историјске драме 19. века. Д.С. Мирски је Толстоја сматрао драматургом супериорнијим од Александра Островског, описујући његове драме као „пуне интригантних идеја и бриљантно израђених ликова. Импресионирају нас интелигенцијом и проницљивошћу, а не полетом маште, али у Цару Фјодору Толстоју је успео да створи један од најзанимљивијих ликова у руској књижевности: ликова љубазног и слабог владара који има истанчан осећај за правду, али не може да учини да његове зле помоћи спроведу његову добру вољу.“
Критичари су, међутим, приметили да је историја као таква била секундарна у односу на Толстоја; био је вођен углавном својим личним ставовима и осећањима, склон да суди о својим ликовима из 16. века користећи моралне вредности из средине 19. века. „Данашњи живот свуда продире“, признао је сам Толстој говорећи о својим баладама. Према аутору, историјска драма је морала бити „истинита” само на „хуманистички начин”. „Песник... има само једну одговорност: према сопственом песничком ја... људска истина је његов једини закон. Историјска истина је нешто на шта он није везан. Ако се уклапа у концепт, врло добро, ако не, лако може без тога“, написао је он. Дакле, с једне стране, Толстојева драмска трилогија – Смрт Ивана Грозног, Цар Фјодор Јоанович и Цар Борис – није била историјска у строгом смислу речи; с друге стране, далеко од тога да је то била марка „патриотске драме“ коју је продуцирао Нестор Куколник или имитација француске трагедије алузија коју је Александар Пушкин исмевао. У ствари, Пушкинов став био је најближи став Толстоја. Потоње драме имале су своје „друге нивое“, које су директно одговарале савременим политичким приликама, али су биле вођене углавном ауторовим историјским погледима и теоријама које су укључивале величање руских „племенитих људи“ (он их повезивао са бољарством) и омаловажавање Ивана Грозног чију је жртву пало бољарство.
Павел Аненков је сматрао Јоана и Фјодора као „лабаво засноване“ ликове, који су савршено добри, али само у представљању своје епохе, а не свог сопственог историјског ја. „Они су лабави као што су били краљ Лир или Хамлет и, ако више припадају руској историји него што ова двојица припадају енглеској историји, то је зато што ниједна друга стварност осим оне наше Старе Русије није могла да инспирише [Толстоја] у таквом начин, доносећи му такве боје, такву суштину да слободно црпи“, написао је критичар. Аненков је тврдио да их је генеричка блискост Толстојевих драма са старом Русијом учинила историјским у правом смислу те речи, јер је „њихов значај као живог сведочанства духа тих људи и њиховог времена несумњиво“.
Заједничко за трилогију био је помало морбидан поглед на историју руске монархије претходна три века, где су, како је то аутор видео, сви ефикасни владари случајно били зли, а сви 'добри' неефикасни. Три приче три различите историјске личности имале су слично дидактичко финале: „Помози Бог, Царе Иване, и Бог да нам све опрости! То је судбина коју је аутократија заслужила! Ево резултата нашег распада!“ (Захарјинове речи о мртвом телу Ивана Грозног), „Ја сам крив за све ово... О Боже, зашто си ме учинио царем? !" (Цар Фјодор), „Што зло рађа само је више зло и ништа друго“. (Борис Годунов). Сва три дела трилогије, која су, према Нестору Котљаревском, била „уједињена идејом да је трагедија својствена царској власти у Русији“, имала су озбиљне проблеме са цензуром. Трилогија је наставила да дели мишљење у Русији све до 1917. Недуго пре Револуције, у Александринском театру јавност је реаговала на цара Бориса на отворено политички начин. Монархисти су аплаудирали речима Бориса Годунова, левица је „подржала“ бојарина Сицког, видевши у њему борца за деспотизам. Све три представе постале су део репертоара водећих руских и совјетских позоришта, посебно Малог театра, са звездама попут Ивана Москвина, Павла Олењева, Степана Кузњецова и Николаја Хмељова у главним улогама. Према И. Јампољском, драматург Толстој, чак и ако није био у рангу са Пушкином, био је високо изнад својих савременика; створио је сложене, вишедимензионалне историјске личности. „У уметности, бити опрезан у показивању слабости у својим омиљеним ликовима значи платити им лошу услугу... Тако се једино може успети да створи безличне лутке у које нико не би веровао“, писао је Толстој.
Средином 19. века Толстој није схватан веома озбиљно, али је његова репутација почела да расте након његове смрти 1875. Владимир Короленко назвао је цара Фјодора Јоановича „драгуљом руске драме“, што је посебно блистало поред „потпуно суморног позоришног репертоара с краја 19. века“.
Толстоја су високо ценили Александар Блок и Валериј Брјусов ; Иван Буњин, иначе оштар у коментарима на колеге писце, оценио га је веома високо; Велемир Хлебњиков га је помињао међу својим миљеницима свих времена и, што је најчудније (према Корнеју Чуковском), Владимир Мајаковски је знао његову поезију напамет и често је јавно рецитовао. И Толстојева поезија (чији је већи део претворен у класичну романсу) и његова историјска драмска трилогија сматрају се суштинским делом класичне руске књижевности 19. века.

## Изабрана дела
| - Дон Жуан (1862) - Смрт Ивана Грозног (Смерть Иоанна Грозного, 1866) - Цар Фјодор Јоанович (Царь Фёдор Иоаннович, 1868) - Цар Борис (Царь Борис, 1870) - Посадник (1871, објавњен између 1874–1976) - "Породица Вурдалак" (Семья вурдалака, написана 1839. на француском, први пут објављена 1884.) - Вампир (Упырь, 1841) - Принц Серебрени (познат и као Сребрни витез, Князь Серебряный, 1862) | - Грешница (1857) - Џон Дамаскин (Иоанн Дамаскин, 1858) - Василиј Шибанов (Василий Шибанов, 1858) - Алхемичар (недовршено, 1867) - Историја руске државе од Гостомишља до Тимашева (1868) - Портрет (Портрет, 1872) - Змај (1875) - Сан саветника Попова (написано 1873, први пут објављено 1978. у Берлину) |  |